# هنري سلسر
هنري سلسر (بالإنجليزية: Henry Slesar)‏‏ (12 يونيو 1927 في بروكلين - 2 أبريل 2002 في نيويورك) كاتب سيناريو، وروائي، وكاتب، وكاتب خيال علمي من الولايات المتحدة.

## الجوائز
- جائزة إدغار

## روابط خارجية
- هنري سلسر على موقع IMDb (الإنجليزية)
- هنري سلسر على موقع ألو سيني (الفرنسية)
- هنري سلسر على موقع ميوزك برينز (الإنجليزية)
- هنري سلسر على موقع أول موفي (الإنجليزية)
- هنري سلسر على موقع قاعدة بيانات الأفلام السويدية (السويدية)
- هنري سلسر على موقع ديسكوغز (الإنجليزية)
- هنري سلسر على موقع قاعدة بيانات الفيلم (الإنجليزية)
- هنري سلسر على موقع كينوبويسك (الروسية)